# 713
713(칠백십삼)은 712보다 크고 714보다 작은 자연수다.

## 수학
- 합성수로, 그 약수는 1, 23, 31, 713이다. 진약수의 합은 55이므로, 713은 부족수다.
- {\displaystyle 713=233+239+241}
  - 연속하는 세 소수(素數)의 합으로 나타낼 수 있으며, 이 성질을 지닌 앞의 수는 701, 다음 수는 731이다.
- {\displaystyle 47^{5}-1}은 713으로 나누어떨어진다.

## 과학
- NGC 713(영어판): 고래자리 방향에 있는 나선은하.
- 713 루시니아(영어판): 소행성.

## 교통

### 철도
- 일본국유철도 713계 전동차(일본어판)
- 서울 지하철 7호선 노원역의 역번호.

### 도로
- 고속도로
  - 유럽 고속도로 713호선: 프랑스 발랑스에서 그르노블까지 이어지는 유럽 고속도로.
- 기타 도로
  - 713번 지방도: 전북특별자치도 김제시 금구면에서 전주시 덕진구 반월동까지 이어지는 대한민국의 지방도.
  - 현도 제713호선

## 군사
- 713 해군 항공대(영어판): 과거 존재한 영국의 해군 항공대.
- U-713(영어판, 독일어판): 제2차 세계 대전에 사용된 나치 독일의 군용 잠수함.

## 기타
- 날짜: 7월 13일
- 연도: 713년, 기원전 713년